# 折瓣雪山报春
折瓣雪山报春（学名：Primula advena），为报春花科报春花属下的一个植物变种。